# モンロビア
モンロビア（Monrovia [mənˈroʊviə], モンロヴィアとも）はリベリア共和国の首都である。人口は167.8万人（2023年推定）。
リベリア最大の都市であり、同国の政治、経済、金融の中心である。リベリア内戦で攻撃を受けており、いくつかのビルが破壊された過去がある。

## 歴史

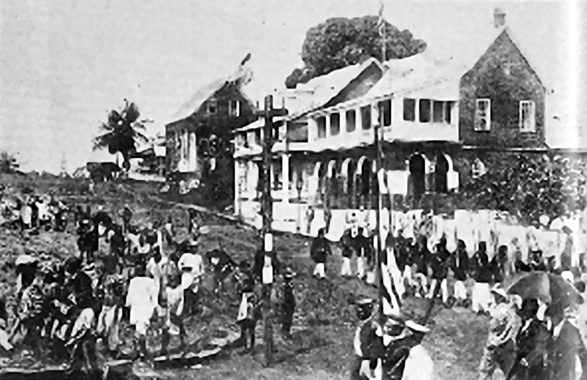
19世紀頃のモンロビアにある大統領官邸にて。リベリア軍のパレードの様子

1560年代にポルトガル人航海士によってこの地域がメスラド岬(Cape Mesurado)と名付けられた時、既に先住民のクルー族などの部族が居住しており、1816年以前のこの地は「デュコール」（Ducor）と呼ばれていた。アメリカ人解放奴隷が自給自足できる、既存のフリータウンのような植民地を設立することを目的とし、アメリカ植民地協会の支援により、1821年にアメリカ合衆国からの最初の居住者がアフリカに到着した。同協会のロバート・ストックトンがクルー族の首長ピーター王との銃などの品物交換の交渉（と言うよりもストックトンはピーター王に銃で脅して売買しようとしていた）で後にモンロビアとなる土地を手に入れ、アメリカの解放奴隷の黒人達（後の子孫であるアメリコ・ライベリアン）が現地のプロヴィデンス島（Providence Island：現在のシエラレオネ）に初上陸した。入植事業は困難を極め、多くの居住者が死亡した。1822年、第2陣の船が先の居住者を救出し、彼らをメスラド岬に運び、クリストポリス居住区を創設した。1824年、アメリカ大統領のジェームズ・モンローにちなみ、居住区の名前がモンロビアに変更される。アフリカ系アメリカ人解放奴隷をリベリアに搬送したこの植民の有力な支援者達は、アメリカ大陸で奴隷を解放するよりも、アフリカ大陸へ入植させる方が好ましいと感じた。なお、アメリカ合衆国以外の国の首都名が、アメリカ大統領の名前にちなんでいるのはモンロビアだけである。1845年、モンロビアは、2年後に独立国リベリア共和国の憲法となる草案を作成したアメリカ植民地協会が主催した憲法制定会議の場所となった。
モンロビアに入植移住しにやって来たアフリカ系アメリカ人であるアメリコ・ライベリアン達はアメリカ南部スタイルの建築様式の家などの建物を建てた。20世紀初頭のモンロビアの住民4000人の内、2500人はアメリコ・ライベリアンであった。1926年に内陸部の部族が職を求めてモンロビアに移住し、1937年にモンロビアの人口は1万人を超えた。
1979年にアフリカ統一機構の会議がモンロビア近郊で開催された。
1980年にサミュエル・ドウ軍曹率いる部族出身の軍のクーデターでアメリコ・ライベリアンのウィリアム・トルバート大統領が暗殺され、多くの政府の閣僚達はモンロビアの海岸で銃殺刑により処刑された。
1989年から2003年の2度に及ぶリベリア内戦で建物やインフラの多くは破壊されるなど、モンロビアは深刻な被害を受け、さらに多くの難民がモンロビアに押し寄せ街はスラム化も進んだ。内戦終結以後の現在のモンロビアの街は復興の最中である。

## 地理
大西洋とメスラド川に囲まれた場所にある港湾都市である。北緯6度19分、西経10度48分に位置する。

## 気候
ケッペンの気候区分で熱帯モンスーン気候 (Am) に区分される。
| モンロビアの気候       | モンロビアの気候 | モンロビアの気候 | モンロビアの気候 | モンロビアの気候 | モンロビアの気候 | モンロビアの気候 | モンロビアの気候 | モンロビアの気候 | モンロビアの気候 | モンロビアの気候 | モンロビアの気候 | モンロビアの気候 | モンロビアの気候 |
| 月                     | 1月              | 2月              | 3月              | 4月              | 5月              | 6月              | 7月              | 8月              | 9月              | 10月             | 11月             | 12月             | 年               |
| ---------------------- | ---------------- | ---------------- | ---------------- | ---------------- | ---------------- | ---------------- | ---------------- | ---------------- | ---------------- | ---------------- | ---------------- | ---------------- | ---------------- |
| 最高気温記録 °C （°F） | 32 (90)          | 33 (91)          | 32 (90)          | 33 (91)          | 34 (93)          | 31 (88)          | 29 (84)          | 30 (86)          | 29 (84)          | 30 (86)          | 32 (90)          | 32 (90)          | 34 (93)          |
| 平均最高気温 °C （°F） | 30 (86)          | 29 (84)          | 31 (88)          | 31 (88)          | 30 (86)          | 27 (81)          | 27 (81)          | 27 (81)          | 27 (81)          | 28 (82)          | 29 (84)          | 30 (86)          | 29 (84)          |
| 平均最低気温 °C （°F） | 23 (73)          | 23 (73)          | 23 (73)          | 23 (73)          | 22 (72)          | 23 (73)          | 22 (72)          | 23 (73)          | 22 (72)          | 22 (72)          | 23 (73)          | 23 (73)          | 23 (73)          |
| 最低気温記録 °C （°F） | 18 (64)          | 20 (68)          | 19 (66)          | 16 (61)          | 16 (61)          | 18 (64)          | 16 (61)          | 18 (64)          | 18 (64)          | 19 (66)          | 17 (63)          | 17 (63)          | 16 (61)          |
| 降水量 mm （inch）     | 31 (1.22)        | 56 (2.2)         | 97 (3.82)        | 216 (8.5)        | 516 (20.31)      | 973 (38.31)      | 1,150 (45.28)    | 373 (14.69)      | 744 (29.29)      | 778 (30.63)      | 236 (9.29)       | 130 (5.12)       | 5,300 (208.66)   |
| 出典：BBC Weather      |                  |                  |                  |                  |                  |                  |                  |                  |                  |                  |                  |                  |                  |

## 経済
事実上輸出を支配するモンロビア港は多数の船舶やドックを有しており、ゴム、鉄などを海外へと輸出している。リベリアは便宜置籍国として有名だが、その場合の船籍港はほとんどの場合モンロビア港となる。
長期の開発独裁を敷いたウィリアム・タブマン大統領の時代には大きな進歩が見られ、モンロビア港の営業開始や1958年のリベリア国会議事堂の建設、労働ストライキの開催、リベリア国立博物館の創設、1965年正義の神殿の建設を含む非常に多くの建設事業が行われ著しい経済発展を遂げたが、二度の内戦でその発展は無に喫した。 

## 交通

### 空港
市内から60キロ離れた場所にロバーツ国際空港がある。この空港は第二次世界大戦中にアメリカが建設した空港である。
空港名は初代リベリア大統領のジョセフ・ジェンキンス・ロバーツにちなんでいる。

## 教育
- リベリア大学（英語版）

## 市内の名所
観光地としては、1958年に建てられたリベリア国立博物館（Liberian National Museum）がある。
アメリカ植民地協会の支援の元、アメリコ・ライベリアンにより1867年に建てられたグランド・メソニック・テンプル（Grand Masonic Temple）は、リベリアのフリーメイソン支部であり、アフリカ唯一のフリーメイソンの建物である。1980年の軍事クーデターが起こるまで、リベリアの政治において数々のアメリコ・ライベリアン出身の大統領や政治家や著名人を生み出し、サミュエル・ドウ政権時は弾圧され、活動縮小に追い込まれて来た。1989年以降の内戦の影響でほぼ廃墟と化したが、内戦終結後の2005年から一部修復され活動再開しており、建物全体の修復計画がある。また、2014年以降に同国で起きたエボラ出血熱流行では医療室のベットの数が足りないため、建物が病室代わりに使われた。なお、モンロビアにある医療施設はジョン・F・ケネディ記念医療センターやE・S・グラント精神病医院などがある。
1965年に建てられたテンプル会堂（Temple of Justice）はリベリアの国会議事堂で、当時の最新スタイルの大きな建物であり、内戦の被害は多少受けたが比較的少なかった。
インターコンチネンタルホテルズグループが運営し、1960年に建てられたデュコール・ホテル（en:Ducor Hotel）は、プールも完備したリベリア最大を誇る高級ビジネスホテルであった。しかし、1989年以降の内戦により、荒廃し現在は完全に廃墟となっている。内戦終了後の2007年頃から、リベリア政府が廃墟となったホテルを新しく修復しようと計画しているが、コストなどの問題で何度も延期され、修復計画が遅れている。2010年にリビア政府がホテルの修復計画の支援に乗り出していたが、リビア内戦の影響で、カダフィー大佐の死後、リビアからの支援は凍結されホテルの再建は挫折した。
他のホテル施設は1979年のアフリカ統一機構の会議が主催されたホテル・アフリカ（Hotel Africa）がある。1990年に内戦でホテル内で戦闘があり、破壊された。廃墟となったが、2009年に南アフリカのコンソーシアムによる1億ドルを投資する修復計画があった。
ウォーターサイド市場（Waterside Market）など、教育施設に1862年設立の国立リベリア大学、米国聖公会の機関であるカッティントン大学などがある。

## 姉妹都市
- 台北（中華民国）
- デイトン（アメリカ合衆国）
- フィラデルフィア（アメリカ合衆国）
- ヨンカーズ（アメリカ合衆国）

## 出身者
- ジョージ・ウェア
- シオ・ムーア（英語版）
- アシュトン・ユーボティ（英語版）